# Fulveta-nepalesa

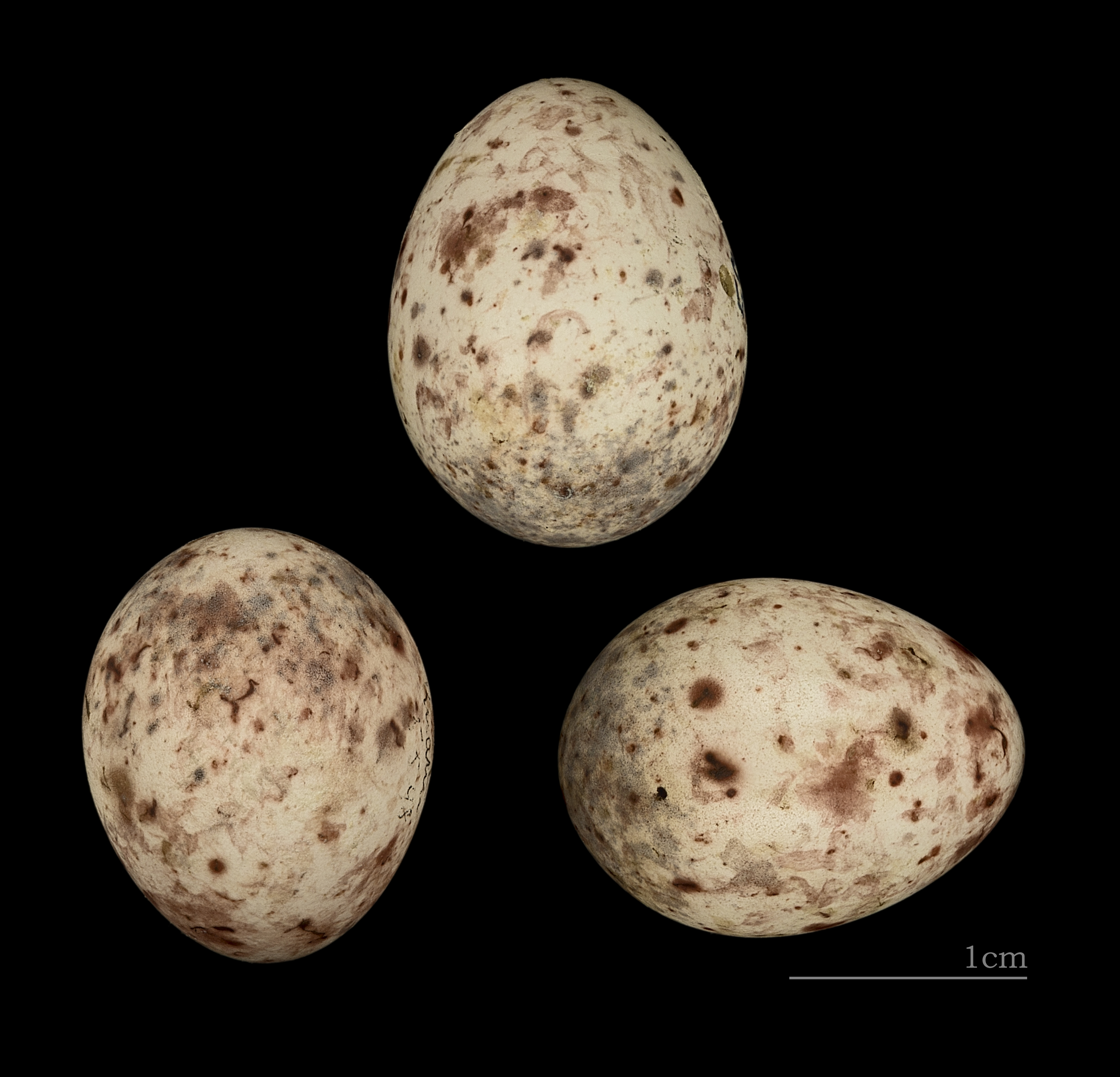
Alcippe nipalensis MHNT

Fulveta-nepalesa  (Alcippe nipalensis) é uma espécie de ave da família Timaliidae.
Pode ser encontrada nos seguintes países: Bangladesh, Butão, China, Índia, Myanmar, Nepal e Taiwan.
Os seus habitats naturais são: florestas subtropicais ou tropicais húmidas de baixa altitude e regiões subtropicais ou tropicais húmidas de alta altitude.